# Santiago Méndez

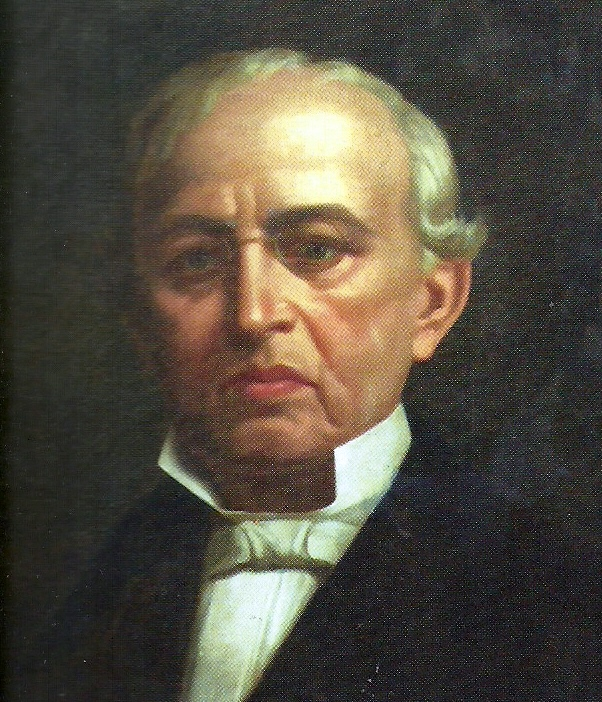
Santiago Méndez in 1850

Santiago Méndez Ibarra (1790 - 1870) was een Yucateeks politicus. Hij was 5 keer gouverneur van Yucatán tussen 1840 en 1857. Hij wisselde die termijnen af met Miguel Barbachano.
Méndez was gematigd. Hij was conservatief op economisch terrein en liberaal op sociaal terrein. Hij stond bekend vanwege zijn eerlijkheid. Hoewel hij Yucatán liever als deel van Mexico zag, riep hij het toch tot twee keer de Republiek Yucatán uit, uit onvrede met het centralistische beleid van Antonio López de Santa Anna.